# Iván Baramdyka
Frankell Iván Baramdyka era un ex marine norteamericano, acusado de narcotráfico en su país, y en Chile de giro doloso de cheques.

## Biografía
Baramdyka  dice haber nacido en Bogotá en 1953. Es hijo ilegítimo de un judío estadounidense de paso por Colombia. Creció en la capital colombiana junto con la familia de su madre, también de origen judío.

### Viaja a Estados Unidos
A los 15 años viajó a California donde vivió un período con su padre. A los 18, terminada su educación escolar, entró al Cuerpo de Marines de los Estados Unidos (US Marine Corps). El 6 de septiembre de 1975, al cumplir su contrato de cinco años, fue dado de baja con honores de la Estación Naval de San Diego, California. Llegó al grado de sargento de la Policía Militar, número de baja  DD 214. El año siguiente, recibió el título universitario de bachiller en Administración de Empresas en la National University de San Diego, título obtenido a través de cursos vespertinos y por correspondencia. Más tarde, en 1978, logró un máster en Comercio Internacional en la Woodbery University de Los Ángeles.

### Empresario
Baramdyka trabajó en diversas empresas de transportes, hasta que constituyó, el 7 de septiembre de 1982, dos compañías propias: la International World Cartage and Trucking Services Incorporated y la International World Warehouse and Processing Incorporated. Su pésima gestión hace que dichas empresas contraigan grandes deudas y quiebren.

### Vuelve a Colombia
Entre 1984 y 1985 había volado desde Colombia a Baja California llevando un total de 1.650 kilos de cocaína que después fueron introducidos a California. Trabajó con Michael Pitman, un ex piloto de una gran aerolínea norteamericana.

«...el 29 de octubre de 1984, estando en una cafetería y salón de bowling en Los Ángeles, me encontré con Frankell Baramdyka que me contrató para que transportara por avión una carga de cocaína de Colombia a México, por un valor de cien mil dólares.»
Michael Pitman en declaración jurada ante el tribunal de San Diego

### Se relaciona con personal diplomático chileno
Un señor de apellido Alcalde (representante del coronel Gutiérrez de la DINA) fue la primera persona con la que contactó Baramdyka a inicios de 1984, en el Consulado de Los Ángeles, para entregarle, de parte de los colombianos, 2 millones de dólares en efectivo en pago por una partida de productos químicos producidos en Talagante. La primera entrega de dinero, Baramdyka la hizo a Federico Humberto Silva Pizarro, a petición de Alcalde. El trío, Alcalde, Pinochet y Silva, más “don Patricio” (Patricio Madariaga), coordinados con los servicios de inteligencia chilenos, estaban, según Baramdyka, involucrado en diversas actividades ilegales en los EE.UU., como compra y tráfico de armas a Chile; espionaje industrial de sistema de armamentos; copia de planos y fórmulas químicas; y lavado de dinero. Alcalde trabajaba estrechamente con Augusto Pinochet Hiriart. Aunque a Baramdyka no le consta que ambos fuesen socios, «actuaban como si así lo fueran».

### Comienza a trabajar para los chilenos
Hacía viajes de Miami a Los Ángeles trayendo cocaína de su negocio de importación de flores y los camiones viajaban vacíos de la costa oeste al este. Entonces los del consulado de Chile lo contrataron para trasladar secretamente dinero y otras cosas de Los Ángeles a Houston y a Miami. Trasportó así al menos 100 millones de dólares en 6 meses. En Miami entregaba las valijas a azafatas de LAN Chile. En Houston tenían muchos amigos. Desde esa ciudad el dinero, las armas o los sistemas electrónicos, eran contrabandeadas por barco a Chile u a otras partes del mundo”.
Compró para los chilenos armas de corto alcance M-10 y M-9 pistolas calibre 38 y 22 con silenciadores y aproximadamente 2 millones de dólares en equipos de aviación que fueron sacados de los EE.UU. por Houston, donde se contaba con la ayuda de un personaje de apellido Garret. En Los Ángeles los chilenos gozaban del apoyo de la compañía Jet Air Service.

### Narcotráfico Irán Contra
Trabajó para la CIA, haciéndose cargo de los envíos de cocaína del Cartel de Cali manejados por Oliver North y Félix Rodríguez (además de Luis Posada Carriles) desde Ilopango, El Salvador, hacia Mena, Arkansas, para financiar a los terroristas de la Contra en Nicaragua, con apoyo directo del Presidente Ronald Reagan y del Vicepresidente George H. W. Bush.

«[...] en los primeros años ochenta sus actividades en Centroamérica y EE.UU. se limitaron a “entregar dinero a diferentes personas con el fin de hacer arreglos para el aterrizaje de aviones que transportaban material bélico” destinado a las guerrillas antisandinistas entrenadas y mantenidas, en ese período, por la CIA en Panamá, Costa Rica, Nicaragua, Salvador, Honduras y Haití. Aunque él no pertenecía directamente a la agencia de inteligencia norteamericana, recibía órdenes de algunos de sus funcionarios. Estos eran: Dan Henthorn, ex mayor de la Infantería de Marina; William Lawrence, ex capitán del Ejército; Moisés Montañez, alias Mike Martínez, portorriqueño, ex oficial de la Fuerza Aérea de los EE.UU.; el “Español”, seudónimo del jefe para Sudamérica de la sección de “movimientos externos” de la CIA; y el señor González, cubano, junto a quien viajó a Panamá con el propósito de reunirse con un capitán panameño de apellido Ayala para luego trasladarse a San José de Costa Rica, donde se contactó con seis cubanos y un norteamericano, encargados del movimiento clandestino de aviones en la región [....] »
Baramdyka a la Corte Suprema chilena

Varios núcleos de fabricantes de cocaína colombianos estaban comprando éter y acetona producidos en el Complejo Químico Industrial del Ejército chileno en Talagante.
A pesar de que la compra se hacía a través de empresas de pantalla, los colombianos negociaban directamente con oficiales del Ejército de Chile o sus directos representantes. Para estos efectos, estaban permanentemente en contacto con el coronel Gutiérrez ubicable en los teléfonos del Instituto Geográfico Militar de Santiago, o con su representante en Los Ángeles, un señor de apellido Alcalde.

### Escapa a Chile
El general Manuel Contreras, Director de la DINA, policía secreta de Pinochet, aseguró que otro de los que sabe de su denuncia por narcotráfico contra Augusto Pinochet es Augusto Pinochet Hiriart, quien a mediados e los ’80 estuvo como agregado consular en Los Ángeles, donde Baramdyka, el narco estadounidense, inició sus relaciones para entrar a Chile y comenzar su negocio ilícito
En Chile Baramdyka obtuvo su residencia a nombre de Trinidad Moreno bajo el Rol Único Tributario N° 12.063.790-8. Su esposa chilena era accionista de la empresa pesquera Redes del Pacífico. Otro accionista, Federico Silva, figuraba como funcionario del Consulado chileno en Los Ángeles, mientras su padre, Fernando Silva, era director del Departamento de fronteras del Ministerio de Relaciones Exteriores de Chile.
Sus "contactos" colombianos se abastecían de los insumos para elaborar clorhidrato de cocaína por el Complejo Químico Industrial de Talagante del Ejército. Baramdyka entregó  2 millones de dólares a un directivo del consulado de parte de los colombianos como pago.
A poco de llegar a Chile un oficial del Ejército llegó a su oficina de la calle Huelén 102. Le traía un recado: Álvaro Corbalán, el jefe operativo de la CNI, deseaba hablar con él. Se reunieron en el Restorán Rodizzio de Apoquindo. Corbalán le dijo que sabía perfectamente con quién estaba hablando y le pidió su asesoría para encontrar comprador a 75 kilos de cocaína que su organización tenía en las Bahamas. «De inmediato, Baramdyka lo puso en contacto con un cubano dueño de una compañía de seguros en Miami, quien compró la mercadería a $43 mil el kilo», agregó.

### Conoce a Edgardo Bathich
Unos días después le presenta en el restaurante Oliver a un personaje vital en la organización: Edgardo Bathich Villarroel. Poseía el único Rolls Royce de la plaza, tenía casas en San Vicente de Tagua Tagua, propiedades alhajadas fastuosamente en balnearios de moda y en centros invernales de esquí, donde desplegaba su colección de automóviles, lanchas y vehículos deportivos

«Me dijo que él podía ayudarme y que tenía excelentes relaciones con el general Pinochet y con los Servicios de Seguridad. Me contó que movía cantidades importantes de cocaína. Ingresaba la droga al país en los motores usados que traía por tierra desde Brasil a su empresa Bathich Motoren. También usaba helicópteros y camiones que traían minerales de Bolivia. Pero ese no era un problema; Álvaro Corbalán se preocupaba de la seguridad del ingreso y del transporte de la cocaína dentro de las fronteras de Chile.Tiene también un sistema de correo con las azafatas y pilotos de LAN Chile para ingresar cocaína a Miami. Pero ahora están empeñados en transportes masivos. Era en el exterior donde sus operaciones presentaba dificultades. Ellos trabajaban casi exclusivamente con Fabio Ochoa y con sus tres hijos, los hermanos Ochoa Vázquez. En los días siguientes conoceré a otros miembros de la organización.»
Iván Baramdyka

### Participa en la trama de narcotráfico del Ejército chileno
Baramdyka integra los negocios de la CNI en Madrid, relocalizando el Centro europeo de distribución de cocaína chilena, antes situado en Estocolmo. En todo momento tuvo la "asesoría" de oficiales chilenos. En  1986 (marzo/junio/octubre) y 1987 (marzo/junio), planificó «numerosos vuelos desde Chile con embarques de cocaína por un peso total de 12 toneladas disimuladas en envíos de bombas de racimo para Irán e Irak».

### Traslado de Cocaína por militares chilenos a Europa
Los cargamentos de cocaína partían desde la Fábrica de Material de Guerra del Ejército (FAMAE) en Santiago.  y eran llevados en vehículos militares al Aeropuerto Pudahuel. La droga se destinaba a Europa y puntos intermedios, a menudo el Aeropuerto de Port au Prince (Haití) o en Islas Canarias. Uno de los aviones utilizados para los embarques había sido "charteado" por una compañía británica registrada como Quinn Freight, y fue el mismo que usaron Robert Mc Farlane y el coronel Oliver North para viajar a Irán a negociar el plan Irán-Contras.

### Apresado mientras espera la extradición
El 19 de marzo de 1987, la Corte Federal del Distrito de California del Sur, San Diego, solicitó a la Corte Suprema de Chile, a través de la embajada de los EE.UU. en Santiago y la Cancillería chilena, la detención preventiva de Frankell Iván Baramdyka para pedir su extradición por el delito de tráfico de estupefacientes.
Es apresado en junio de 1987 siendo trasladado en una camioneta de la Embajada de Estados Unidos a la Comisaría de Carabineros más cercana. Inmediatamente se hizo presente el coronel de la OS-7 de Carabineros, Fernando Manuel Arancibia, quien lo trasladó al undécimo piso de Bulnes 80, sede de la OS-7, el destacamento especial antidrogas de Carabineros de Chile. A poco de su arresto, el Sexto Juzgado del Crimen inició un proceso en su contra por giro doloso de cheques.
Durante los primeros ocho meses de detención, mientras duró el proceso de extradición, Baramdyka permaneció por “razones de seguridad” recluido en las oficinas de Bulnes 80. Baramdyka escribió un extenso manuscrito autobiográfico, Las confesiones de un narco, una versión semi novelada de sus aventuras como narcotraficante en Centroamérica y los EE.UU.
Según consta en declaraciones de altos oficiales de la OS-7 presentes en el expediente de extradición, Baramdyka fue visitado varias veces por agentes de la DEA y de la oficina de Aduanas de los EE.UU. Estos, a cambio de su colaboración, le habrían ofrecido un trato.

### Trata de evitar la extradición
El 5 de noviembre de 1987, Baramdyka declara por última vez ante Corte Suprema de Chile.

«[...] El Gobierno de los Estados Unidos desea saber todos mis contactos, conexiones e información acerca de lo que sé respecto de Chile y del Gobierno de Chile, y de cómo obtuve información reservada de los Estados Unidos para ponerla en conocimiento del Gobierno chileno... Efectivamente, entregué información a mis contactos chilenos en Estados Unidos. Estos eran: “don Patricio”, un empleado del consulado chileno en Los Angeles, California; y el señor “Moreno”, también agregado al mismo consulado con anterioridad a la llegada de “don Patricio”. No recuerdo el nombre verdadero del señor Moreno, y si bien sé el verdadero nombre de don Patricio, no lo puedo decir a este tribunal porque tengo que proteger su identidad... A estos chilenos les facilité información sobre evaluaciones bélicas de Chile y Argentina realizadas por el Gobierno de los Estados Unidos. A petición de los mismos, establecí contactos que en 1984 permitieron cambiar en un tribunal de Washington DC. las páginas 38 a la 43 de uno de los expedientes del caso Letelier. Y, por último, proporcioné información sobre la fabricación de algunos sistemas de armas en Estados Unidos, la que obtuve en el Naval Research Laboratory de Point Loma, California [...]»
Iván Baramdyka en su ultima deposición ante la Corte Suprema de Chile

### Implica a la familia Pinochet
Patricio Madariaga Gutiérrez, el cónsul de Chile en Los Ángeles, California es hermano de la entonces ministra de Justicia y Educación de Pinochet, Mónica Madariaga , y primo de los hijos de Augusto Pinochet Ugarte. Madariaga, que no era un diplomático de carrera, fue nombrado encargado de negocios y posteriormente cónsul general en Los Angeles para que, entre otras cosas, se ocupara de los asuntos de Augusto Pinochet Hiriart, radicado en esa ciudad desde 1983. Baramdyka afirma que sus amigos narcotraficantes colombianos fueron quienes lo pusieron en contacto con el consulado chileno en Los Angeles. Esto, según Baramdyka, ocurrió en 1983 o 1984.

### Cumple condena en Chile por Giro doloso de cheques
En junio de 1989, el Sexto Juzgado del Crimen de Santiago lo condenó a 5 años y un día por giro doloso de cheques, pena que cumplió en su totalidad. Gran parte de los cheques fueron pagados con la venta de su casa y de otras propiedades. Cuando fue condenado, le quedaban sólo seis cheques por un monto total de 1,8 millones de pesos, unos 10 mil dólares de la época. Durante el período de las entrevistas en la Penitenciaría, entre abril y mayo de 1993, Baramdyka manejaba fuertes sumas de dinero, tanto dentro como fuera de la cárcel.

## La entrevista aEl Periodista
En 1993, Baramdyka da una entrevista a Francisco Martorell de El Periodista llamada «Al hijo de Pinochet le conocí en mis negocios como narcotraficante». Por entonces Augusto Pinochet Ugarte mantenía una buena cuota de poder en Chile. En ella afirma y describe como las autoridades chilenas le solicitaron usar sus contactos para lavar más de 1500 millones de dólares provenientes del narcotráfico.

«Alvaro Corbalán, pero él no era la persona que estaba directamente involucrada o envuelta en esta operación. Yo creo, más bien, que era como un jefe de seguridad. La cabeza principal de la operación, que requería un manejo internacional, era una base de operaciones en Estocolmo de la CNI. Hay dos inteligencias militares, una totalmente legal y que está por arriba de la mesa y otra que, operada por un X, lo hace por debajo de la mesa. Este grupo, con gente desconocida, eran los que operaban internacionalmente y estaban utilizando los transportes de armas y de otras cosas para traficar cocaína. Me refiero a Edgardo Bathich, cuyo nombre no creo que sea desconocido en este país. En lo que se refiere a esa parte yo tuve relación con él».
Iván Baramdyka en la entrevista de 1993.